# Juan Figer
Juan Figer Svirski (Montevidéu, 4 de outubro de 1934 — Madrid, 31 de dezembro de 2021) foi um empresário uruguaio. Empresário do ramo de esportes, era credenciado pela Federação Internacional de Futebol (FIFA).

## Começo
Nasceu em Montevidéu e na juventude foi campeão juvenil uruguaio e sul americano de xadrez.
Após trabalhos como vendedor de rua, começou a intermediar importações e exportações, e, em 1958, após um grupo de colegas vencer as eleições para dirigir o Peñarol, tornou-se o diretor das categorias de base do clube e mais tarde, tornou-se diretor comercial. Entre esses colegas, estava Julio María Sanguinetti, ex-presidente do Uruguai, e na época novo secretário-geral do clube. Durante esta gestão, o Peñarol conquistou o campeonato nacional diversas vezes, além da Copa Libertadores da América e o Mundial de Clubes.
Em 1968, mudou-se para São Paulo, onde sua família já residia há quatro anos. Pretendia montar um escritório de comércio internacional, que nunca passou de uma ideia, porém, investiu na área esportiva e passado dois anos, ele organizou sua primeira partida: Flamengo versus Peñarol. Ambos os times tiveram dúvidas sobre o sucesso dessa partida e cobraram antecipadamente. O dinheiro pago a eles foi fruto de um empréstimo contraído por Figer. Para sua sorte, o Maracanã recebeu um público de 100 mil pessoas. Visitando os clubes paulistas, Figer fez amizade com alguns conselheiros do São Paulo e realizou a sua primeira transferência: a de Pablo Forlán, até então lateral-direito do Peñarol, para o São Paulo Futebol Clube, pela quantia de US$ 80 mil. Também intermediou o jogador Héctor Silva, do Peñarol, para o Palmeiras, pelos mesmo US$ 80 mil e Pedro Rocha, para o São Paulo, por US$ 190 mil.
Faleceu em 31 de dezembro de 2021 aos 87 anos, vítima de parada cardíaca.

## Agente FIFA
A profissão de agente foi regularizada pela FIFA em 2001, mas Figer já tinha transferido alguns dos principais jogadores do mundo antes disto, como Maradona, Klinsmann, Gullit, Rijkaard, Lineker, De León, Sócrates, Careca, Vialli, Casagrande, Dunga, Zé Roberto, Müller ou Denílson. Este último ainda bateria o recorde da transferência mais cara do mundo na época, do São Paulo para o Bétis, atingindo as cifras de US$ 40,5 mi.
Com o passar dos anos, tornou-se parceiro de clubes como Real Madrid, Milan, Bayer Leverkusen e passou a representar inúmeros jogadores. 

## Problemas com a Justiça
Suas atuações comerciais no mundo do futebol, criou suspeitas de evasão fiscal a ponto de ser envolvido em uma Comissão Parlamentar de Inquérito (CPI) na Câmara de deputados no Brasil, a CPI CBF/Nike, e na CPI do Senado, a CPI do Futebol. Ainda foi investigado pelo Ministério Público Federal.

### Seleção Brasileira
Quando os treinadores Carlos Alberto Silva, Carlos Alberto Parreira e Vanderlei Luxemburgo estavam no comando da Seleção Brasileiro, houve uma suspeita de que estes técnicos estavam convocando jogadores de Figer apenas para valorizá-los, como é o caso de Mílton, que em 1988 foi convocado por Silva. O atleta, que pertencia ao Coritiba, após a convocação foi vendido ao Como, da Itália.

### Passaportes europeus falsos
Alguns jogadores de Figer foram extraditados com passaporte comunitário falso na Europa,, como o caso do jogador Edu, que na época foi transferido por Figer para o Arsenal FC, ou com Warley ao chegar à Itália.